# 1998 UR31
1998 UR31 är en asteroid i huvudbältet som upptäcktes den 22 oktober 1998 av Beijing Schmidt CCD Asteroid Program vid Xinglong-observatoriet.
Asteroiden har en diameter på ungefär 4 kilometer.